# ヴィアイン

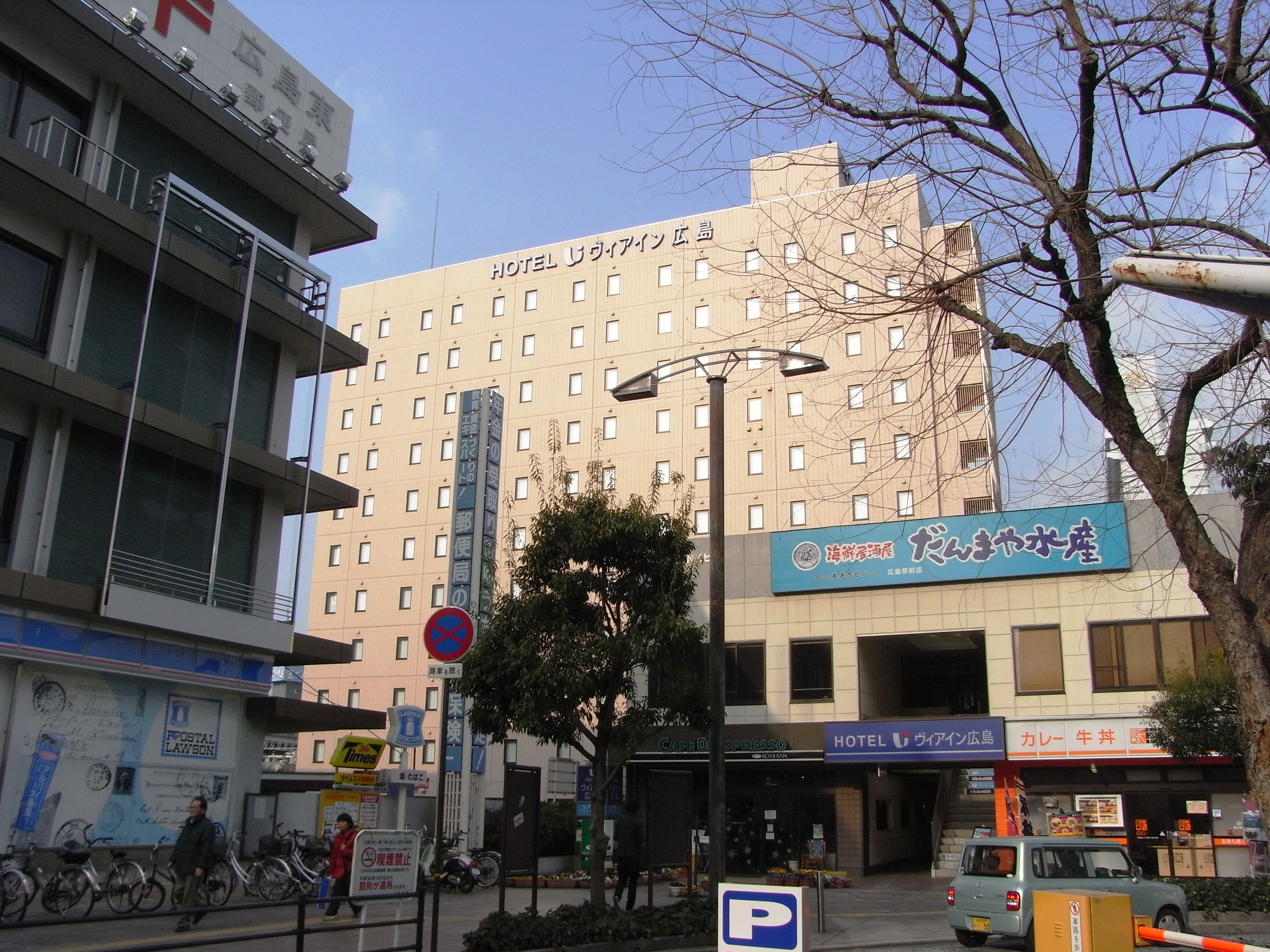
ヴィアイン広島

ヴィアイン（VIA INN）は、株式会社ジェイアール西日本デイリーサービスネット100%子会社の株式会社JR西日本ヴィアイン（本社所在地:兵庫県尼崎市潮江1丁目2番12号 JR尼崎駅北NKビル6階）が企画開発・運営を行うビジネスホテルチェーン。一部ホテルは株式会社ジェイアール西日本ホテル開発がフランチャイズ運営している。JR西日本物販飲食カンパニー構成会社の一社である。

## 概要
コンパクトにまとめられた客室で、比較的リーズナブルな料金で、必要最低限にして充分なサービスを提供しているのが特徴で、いわゆる宿泊特化型（B&B）のビジネスホテルである。
JR西日本グループである特性を最大限に生かし、駅から至近若しくはほぼ駅に隣接するような至便な場所に店舗を構える良好な立地条件が特色の一つでもある。関西（京阪神エリア）を中心に地場の主要駅での展開を進める一方、JRが展開するホテルにおいてJRグループ他地区に進出するのは前例がない中、2009年にはJR西日本エリア外である関東地方に進出し、その後も相次いで都内に新規開業している。また、2013年7月には東海地方に、2019年6月には九州地方にそれぞれ初出店している。
民鉄会社のグループ企業が運営するビジネスホテルにコンセプト（サービス内容・沿線外進出など）が近い。（当該各ホテルについては、下記 関連項目欄 参照）
2017年4月開業のヴィアインあべの天王寺以降の新規ホテルは、一部のホテルがジェイアール西日本デイリーサービスネットの100%子会社であるJR西日本ヴィアインの運営となっている。また、これ以前に開業した一部のホテルについてもJR西日本ヴィアインへ運営を移管した結果、現在は半数以上のホテルがJR西日本ヴィアインの運営となっている。なお、運営するジェイアール西日本デイリーサービスネットはJR西日本の連結子会社、JR西日本ヴィアインは前述の通りジェイアール西日本デイリーサービスネットの100%子会社であるが、ホテルグランヴィア等を運営するJR西日本ホテルズ及びJRホテルグループには属していない。ただし、JR西日本ホテルズとの共同キャンペーンを行うことはある。

## 店舗
※ホテル名後ろに★のあるものは開業時からJR西日本ヴィアインが運営、☆があるものはJR西日本ヴィアインへ運営が移管されたホテル、●があるものはジェイアール西日本デイリーサービスネット・JR西日本ヴィアイン以外が運営、無印はジェイアール西日本デイリーサービスネットが運営。なお、 新型コロナウイルスによる緊急事態宣言発令のため、2020年4月18日〜2020年6月19日、2020年6月22日,2020年7月1日、2021年1月22日〜2021年2月21日、2021年5月18日〜2021年6月30日の間、一部ホテルが休業していた。

### 現在営業中のホテル
- 関東地方
  - ヴィアイン東京大井町（2024年3月1日から名称を「ウィアイン品川大井町」に変更予定[10]）☆ （509室） - 地場不動産会社のかんべ土地建物株式会社が建設した「かんべ土地K-7」ビルを一棟借りしている。
  - ヴィアイン秋葉原☆ （284室）[11]
  - ヴィアイン新宿☆ （226室）
  - ヴィアイン東銀座☆ （297室）
  - ヴィアイン飯田橋後楽園★（295室）
- 北陸・東海地方
  - ヴィアイン金沢☆ （206室）
  - ヴィアイン名古屋新幹線口☆ （238室）
  - ヴィアイン名古屋駅前椿町（249室）
- 近畿地方
  - ヴィアイン京都四条室町☆ （239室）
  - ヴィアイン京都駅八条口 （468室）
  - ヴィアイン新大阪☆ （228室）
  - ヴィアイン新大阪駅正面口（88室）
  - ヴィアイン新大阪ウエスト☆ （435室）
  - ヴィアイン梅田（217室）
  - ヴィアイン大阪京橋（218室）
  - ヴィアイン心斎橋☆ （205室）
  - ヴィアイン心斎橋四ツ橋 （224室）
  - ヴィアインあべの天王寺★（172室）
- 中国地方
  - ヴィアイン岡山☆ （251室）
  - ヴィアイン下関☆ （198室）
  - ヴィアインプライム広島新幹線口☆ （246室）
- 九州地方
  - ヴィアイン博多口駅前 （205室）

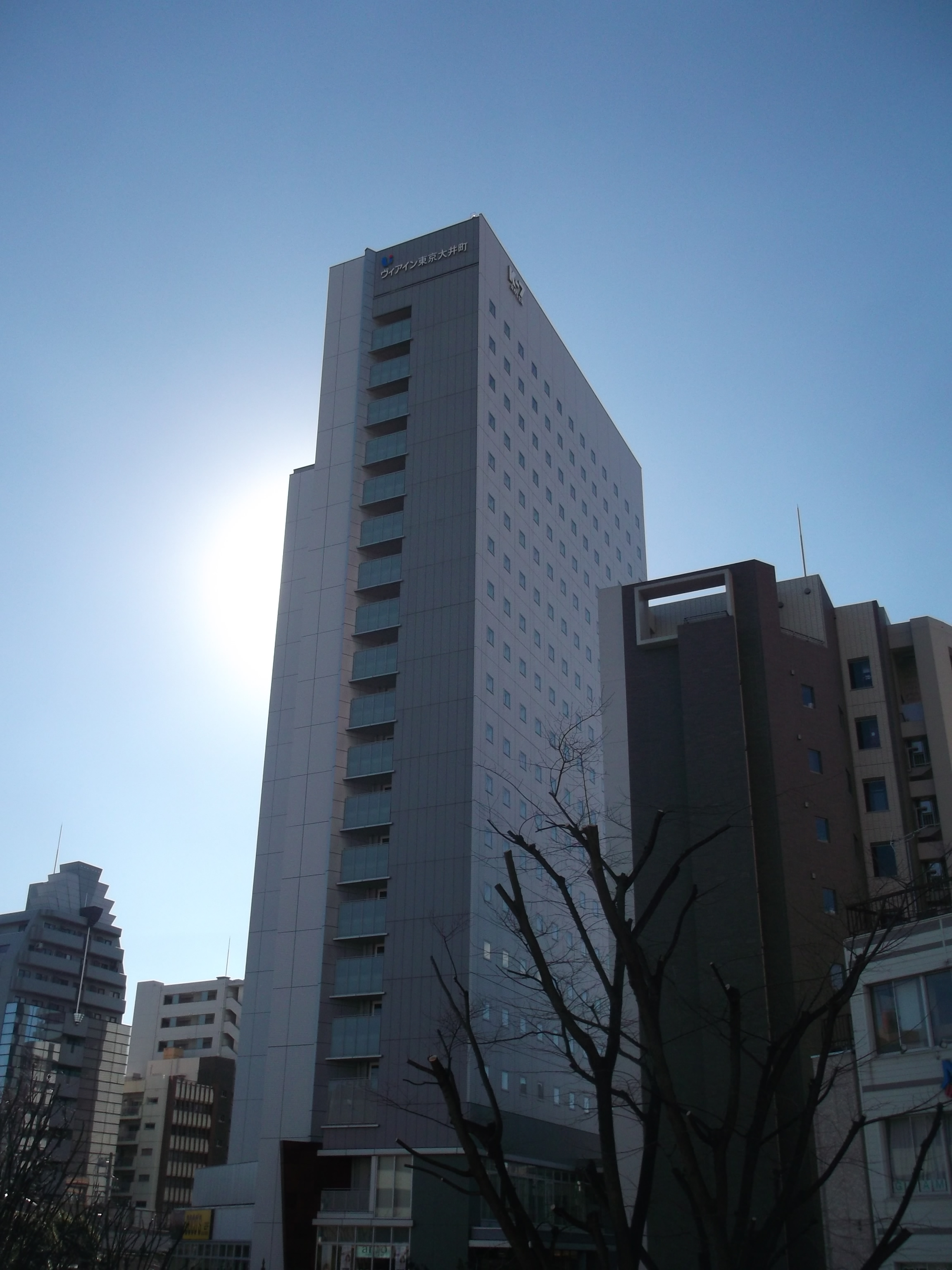
東京大井町

### 今後開業予定のホテル
- ヴィアイン赤坂<茜音の湯>（345室） - 2022年11月1日開業予定[12][13]。

### かつて営業していたホテル
- ヴィアイン広島● （253室） - 広島駅南口広場再整備に伴い2020年4月7日閉館。
- ヴィアイン浅草● （190室） - 旧：ブルーウェーブイン浅草。ホテル建物賃貸借契約の満了に伴い、2022年5月12日チェックアウトをもって閉館[14]。
- ヴィアイン心斎橋長堀通☆ （150室） - 旧：ブルーウェーブイン四ツ橋、ホテル建物賃貸借契約の満了に伴い2022年2月28日をもって閉館[15]。跡地は、2022年7月1日にスマイルホテル大阪四ツ橋が新規オープンしている。
- ヴィアイン姫路☆ （210室） - ホテル建物賃貸借契約の満了に伴い2022年8月31日をもって閉館[15]。同年内にJR四国ホテルズが運営する「JRクレメントイン姫路」にリブランドされて2022年11月30日開業[16]。
- ヴィアイン広島銀山町● （156室） - 旧：ブルーウェーブイン広島。2023年3月31日をもって閉館[17]。

## 沿革
- 1996年（平成8年）3月15日 - ヴィアイン下関が開業[18]。
- 1998年（平成10年）7月6日 - ヴィアイン新大阪が開業[19]。
- 2001年（平成13年）3月1日 - ヴィアイン新大阪ウエストが開業[20]。
- 2002年（平成14年）10月1日 - ヴィアイン姫路が開業[21]。
- 2004年（平成16年）4月1日 - ヴィアイン広島が開業[22]。
- 2005年（平成17年）
  - 11月30日 - 構造計算書改竄が判明したため、ヴィアイン姫路が営業を休止。
  - 12月5日 - 構造計算書改竄が判明したため、ヴィアイン新大阪ウエストが営業を休止。
- 2006年（平成18年）12月26日 - 改修工事完了により、ヴィアイン姫路が営業を再開。
- 2007年（平成19年）
  - 1月30日 - 改修工事完了により、ヴィアイン新大阪ウエストが営業を再開。
  - 4月15日 - ヴィアイン京都四条室町が開業。
  - 6月27日 - ヴィアイン金沢が開業。
- 2009年（平成21年）7月1日 - ヴィアイン東京大井町が開業。
- 2011年（平成23年）
  - 3月18日 - ヴィアイン秋葉原が開業。
  - 4月29日 - ヴィアイン心斎橋が開業。
- 2012年（平成24年）
  - 2月8日 - ヴィアイン新宿が開業。
  - 3月8日 - ヴィアイン東銀座が開業。
  - 10月29日 - ヴィアイン岡山が開業。
- 2013年（平成25年）7月19日 - ヴィアイン名古屋新幹線口が開業。
- 2014年（平成26年）6月1日 - ヴィアイン浅草、ヴィアイン心斎橋長堀通、ヴィアイン広島銀山町（いずれも、ブルーウェーブインからのリブランド）が開業。
- 2017年（平成29年）
  - 4月27日 - ヴィアインあべの天王寺が開業
  - 8月3日 - ヴィアイン梅田が開業。
- 2018年（平成30年）
  - 7月10日 - ヴィアイン新大阪駅正面口が開業。
  - 8月1日 - ヴィアイン名古屋駅前椿町が開業。
  - 9月5日 - ヴィアイン飯田橋後楽園が開業。
- 2019年（平成31年）4月27日 - ヴィアイン京都駅八条口がプレオープン[3]。
- 2019年（令和元年）
  - 5月30日 - ヴィアイン京都駅八条口が開業[3]。
  - 6月5日 - ヴィアイン博多口駅前が開業[3]。
  - 7月1日 - ヴィアイン心斎橋四ツ橋が開業[3]。
  - 8月29日 - ヴィアイン日本橋人形町が開業[23]。
- 2020年（令和2年）
  - 4月7日 - ヴィアイン広島が閉館。
  - 6月8日 - ヴィアイン広島新幹線口が開業[24]。
  - 4月18日 - 新型コロナウイルスによる緊急事態宣言発令のため、一部ホテルで休業[25]。
  - 12月29日 - ヴィアイン大阪京橋が開業[26]。
- 2022年（令和4年）
  - 5月12日 - ヴィアイン浅草が閉館。
  - 8月31日 - ヴィアイン姫路が閉館。
- 2023年（令和5年）3月31日 - ヴィアイン広島銀山町が閉館。
- 2024年（令和6年）3月1日 - ヴィアイン東京大井町の名称を「ヴィアイン品川大井町」に変更（予定）[10]。